# Franklin & Bash
Franklin & Bash –  komediodramatyczny  amerykański, serial telewizyjny  wyprodukowany przez FanFare Productions, Four Sycamore Productions, Left Coast Productions oraz Sony Pictures Television.
Twórcami serialu są Bill Chais i Kevin Falls. Premierowy odcinek serialu był wyemitowany 1 czerwca 2011 roku  przez  TNT. 

11 listopada 2014 roku, stacja TNT ogłosiła zakończenie serialu po 4 sezonie

## Fabuła
Serial opowiada historię o dwóch prawnikach. Jared Franklin i Peter Bash są przyjaciółmi od wielu lat i zostają zatrudnieni w dużej kancelarii prawniczej. 

## Obsada
| Kolor | Rola w serialu |
| ----- | -------------- |
|       | Główna         |
|       | Drugoplanowa   |
|       | Gościnna       |
|       | Bez występu    |

| Breckin Meyer       | Elmo „Jared” Franklin | prawnik                                   |  |  |  |  |
| Mark-Paul Gosselaar | Peter Bash            | prawnik, najlepszy przyjaciel Frankilna   |  |  |  |  |
| Malcolm McDowell    | Stanton Infeld        | starszy prawnik w kancelarii              |  |  |  |  |
| Reed Diamond        | Damien Karp           | inwestor                                  |  |  |  |  |
| Dana Davis          | Carmen Phillips       |                                           |  |  |  |  |
| Kumail Nanjiani     | Pindar („Pindy”)      | starszy prawnik kancelarii Infeld Daniels |  |  |  |  |
| Garcelle Beauvais   | Hanna Linden          | starszy prawnik kancelarii Infeld Daniels |  |  |  |  |
| Heather Locklear    | Rachel Rose King      | prawnik                                   |  |  |  |  |
| Toni Trucks         | Anita Herrera         | prawniczka                                |  |  |  |  |
| Anthony Ordonez     | Dan Mundy             | nowy inwestor                             |  |  |  |  |

## Role drugoplanowe
| Claire Coffee    | Janie Ross              | asystentka prokuratora            |  |  |  |  |
| Beau Bridges     | Elmo „Leonard” Franklin | ojciec Jareda                     |  |  |  |  |
| Alexandra Holden | Debbie Wilcox           | była asystentka Franklina i Basha |  |  |  |  |
| Rhea Seehorn     | Ellen Swatello          | asystentka prokuratora            |  |  |  |  |
| Kathy Najimy     | Alice Sturgess          | sędzia                            |  |  |  |  |
| Kat Foster       | Wendy Cowell            | oficer policji                    |  |  |  |  |
| Gates McFadden   | Mallory Jacobs          | sędzia                            |  |  |  |  |
| Robert Wuhl      | Maxwell Nulis           | sędzia                            |  |  |  |  |
| Nicky Whelan     | Charlie” Charlotte      | sąsiadka Basha                    |  |  |  |  |
| Jane Seymour     | Colleen Bash            | matka Petera                      |  |  |  |  |

## Odcinki
| Sezon | Sezon | Odcinki | Oryginalna emisja | Oryginalna emisja    | Oryginalna emisja | Oryginalna emisja | Oryginalna emisja |
| Sezon | Sezon | Odcinki | Premiera sezonu   | Finał sezonu         | Premiera sezonu   | Finał sezonu      |                   |
| ----- | ----- | ------- | ----------------- | -------------------- | ----------------- | ----------------- | ----------------- |
|       | 1     | 10      | 1 czerwca 2011    | 3 sierpnia 2011      | nieemitowany      | nieemitowany      |                   |
|       | 2     | 10      | 5 czerwca 2012    | 14 sierpnia 2012     | nieemitowany      | nieemitowany      |                   |
|       | 3     | 10      | 19 czerwca 2013   | 14 sierpnia 2013     | nieemitowany      | nieemitowany      |                   |
|       | 4     | 10      | 13 sierpnia 2014  | 22 października 2014 | nieemitowany      | nieemitowany      |                   |